# Qalaat Faqra
Qalaat Faqra, ou ruines de Faqra est un site archéologique du Liban, situé à Kfardebian englobant un ensemble de ruines de l'époque romaine et byzantine. Le site se trouve sur le Mont-Liban à une altitude moyenne de 1 500 m sur les contreforts du mont Sannine. Il s'agit de l'un des sites les plus importants de la région de la vallée du Nahr El-Kelb, inscrite sur la liste indicative du patrimoine mondial de l'Unesco. 
Les ruines se répartissent en trois secteurs : La tour, le petit temple et le grand sanctuaire. Les deux derniers secteurs ont connu plusieurs restaurations depuis le XIXe siècle alors que la tour est restée intacte depuis. 
Les divinités honorées à Qalaat Faqra sont le dieu topique Zeus Beelgalasos, la déesse Atargatis et le Zeus d'Héliopolis.

## La Tour
Le bâtiment communément identifié à une tour repose sur un socle monumental en forme de cube de 15 m de côté. Une inscription en grec située sur le coin nord-est et une autre sur la porte d'entrée indiquent que le bâtiment a été restauré par l'empereur romain Claudius en 43 apr. J.-C. La tour est décorée selon des éléments classiques (dans les supports et l’entablement) et d'autres, originaux (chapiteaux). 
Les interprétations divergent quant à la fonction de la tour. Elle a été considérée comme un tombeau, comme un autel monumental, ou parfois comme un poste de guet. Des rapprochements ont été effectués entre ce monument et d'autres mausolées du Proche-Orient, qui tiennent eux-mêmes des mausolées hellénistiques présents en Anatolie. Ceci a permis de supposer qu’une pyramide couronnait l'édifice conçu comme un monument funéraire. Mais cette hypothèse a ensuite  été abandonnée, aucun reste de pyramide n’ayant été retrouvé dans les environs.
Deux autres édifices  sont observables dans les environs de la tour. Le plus grand est un autel monumental servant à effectuer des sacrifices, dont la fonction est attestée par la découverte de débris d’ossements et de cendres dans ses ruines.

## Le petit temple
Le petit temple se situe au sud du site, surplombant un ruisseau affluent du Nahr el-Kelb. L'édifice est constitué d’un temple païen auquel a été adossé une basilique chrétienne. 
Le temple se présente sous la forme d'une cella classique rectangulaire longue d'environ 18 m et large de 9 m. Elle est ouverte au nord-est et accessible par une porte unique. Mais dans l'ensemble il est certain que le temple n'a plus aujourd'hui sa forme originelle. 
L'attribution communément admise du temple païen à la déesse Atargatis est due à la présence d'une dédicace datée du Ier siècle apr. J.-C., découverte lors du dégagement de l'édifice. Le texte est un exemple de dédicaces faites par les dieux puisqu'il s'agit d'un souhait de bonne santé de la déesse syrienne destiné à Agrippa II et sa sœur Bérénice. Sa valeur historique est d'attester la domination d'Agrippa II sur cette partie du Mont-Liban,. 
Accolée au mur nord de l'édifice païen se trouvent les ruines d'une basilique chrétienne protobyzantine datant du Ve siècle apr. J.-C.La configuration du temple païen et son état chaotique auraient été la cause de la construction du sanctuaire chrétien à côté de lui et non à l'intérieur. Il est fort probable que le temple romain ait déjà été désaffecté depuis longtemps lors de la construction de la basilique. La découverte d'une cuve cultuelle païenne réemployée comme cuve baptismale tend à indiquer que le temple aurait été alors transformé en baptistère.

## Grand sanctuaire
Le secteur du grand sanctuaire se situe entre celui de la tour au nord et celui du petit temple au sud.

### Architecture
Le mur extérieur du sanctuaire est long d'environ 75 m et large de 35 m. À l'est, la façade est ornée de pilastres et bordée d'un portique de 6 m de profondeur. Une large pote aménagée au milieu du péribole permet d'accéder à l'intérieur du sanctuaire.
À l'intérieur le sanctuaire se divise en deux parties: d'abord une cour carrée dallée bordée sur trois cotés de portiques qui par des escaliers conduit ensuite à une terrasse supérieure ou se trouve le temple.
Le temple ne repose pas sur un véritable podium mais sur un massif de fondation. Ses murs sont construits en appareil double, avec des blocs de grès ocre. Le prostyle lui, se compose de blocs taillés dans du calcaire gris.  

### Datation
La construction du sanctuaire est datée du Ier siècle apr. J.-C. en se fondant sur le décor des portiques et sur les caractéristiques architecturales du temple (cella profonde, absence de podium.
Cependant, il est possible que l’aménagement du sanctuaire se soit poursuivi sur une longue période.

### Attribution
Le sanctuaire est attribué au Jupiter d'Héliopolis, l'actuelle Baalbeck. Elle se fonde sur la dédicace d’un petit autel au Zeus d’Héliopolis, découverte dans les ruines de la cella. En réalité aucune conclusion n'est assurée ni par cette inscription, ni par les textes lus sur les architraves des portiques de la cour ou du temple.